# Maria Montessori
Pour les articles homonymes, voir Montessori (homonymie).
Maria Montessori, née le 31 août 1870 à Chiaravalle près d'Ancône (royaume d'Italie) et décédée le 6 mai 1952 à Noordwijk aan Zee (Pays-Bas), est une médecin et pédagogue italienne.
Elle est connue pour la méthode pédagogique qui porte son nom, la pédagogie Montessori

## Biographie

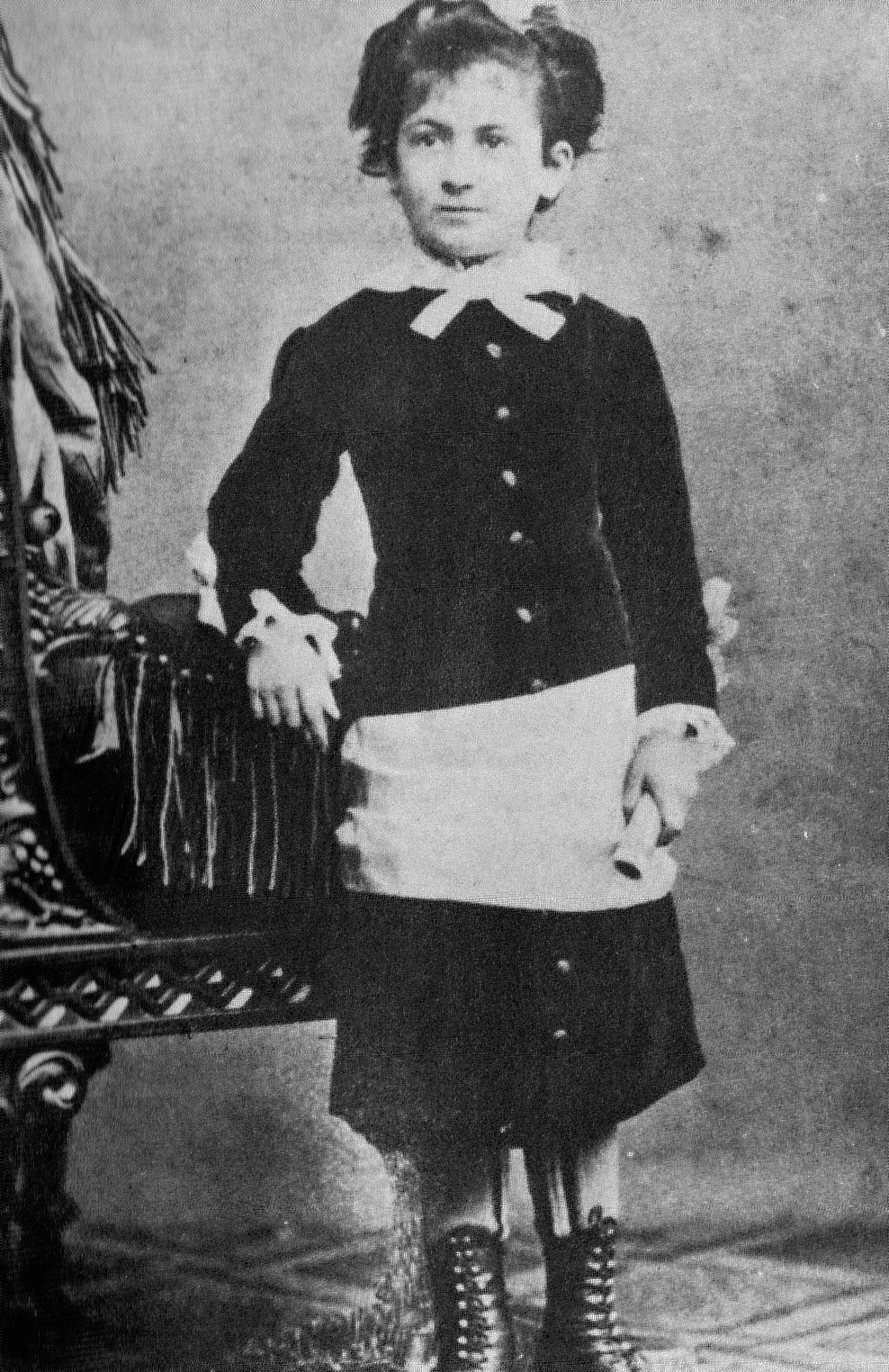
Maria Montessori à l'âge de dix ans, en 1880.

### Famille
Maria Montessori est issue d'une famille bourgeoise. Elle fréquente l'école communale d'Ancône.

#### Père
Originaire de la région d'Émilie-Romagne, son père, Alessandro Montessori, est né à Ferrare. Il appartient à une famille conservatrice de la région de Bologne. Il suit différentes formations au cours de sa carrière. D'abord militaire puis employé dans les salines de Comacchio, il endosse ensuite les fonctions d'inspecteur des finances de l’industrie du tabac et du sel. Dans son cadre professionnel, il est transféré à Chiaravalle. C'est dans cette commune qu'en 1865, il rencontre Renilde Stoppani (1840-1912), mère de Maria.

#### Mère
Originaire de Monte San Vito, un village situé dans les environs de Chiaravalle, sa mère est issue d'une famille aisée (petits propriétaires terriens) et catholique qui exerce alors le métier de comptable dans la fonction publique. Elle est sympathique avec les idéaux du Risorgimento. Elle est la nièce du prêtre Antonio Stoppani, philosophe et savant milanais. Passionnée de littérature, et affichant une vision libérale de la société malgré son éducation stricte, Renilde Stoppani transmet cette modernité d'esprit à sa fille Maria, l'encourageant à être indépendante, à défendre ses idées et à assumer ses ambitions. Maria recevra de sa part un soutien constant pour ses idées novatrices et ses choix de vie inhabituels pour l'époque qui contrastent également avec un certain conversatisme de son père,. En lui apprenant à tricoter pour les plus démunis, la mère de Maria lui transmettra ses valeurs de compassion.

### Enfance
En 1873, ses parents déménagent à Florence pour le travail d'Alessandro. Ils y vivent deux ans puis déménagent à Rome pour permettre à Maria de bénéficier d'une instruction que la ville d'Ancône ne peut lui offrir. Montessori entre dans une école primaire publique à l'âge de 6 ans en 1876. Elle reçoit des certificats pour bonne conduite en première année et pour « lavori donneschi », ou « travail de femme », l'année suivante. Les parents de Maria souhaitent qu'elle devienne enseignante, un des métiers accessibles aux femmes de la bourgeoisie à l'époque. Jusqu'à l'âge de onze ans, Maria est freinée dans ses études par des problèmes de santé (rubéole). Mais, elle se révèle très vite brillante, même si ses premiers résultats scolaires ne sont « pas particulièrement remarquables ». Vers l'âge de onze ans, elle commence à reprendre des études. Sa passion de jeunesse est le théâtre. Elle excelle en italien, mais a des lacunes en grammaire et en mathématiques.

### Adolescence
Dès l'âge de quatorze ans, Maria se passionne pour les mathématiques. Encouragée par sa mère, elle s'obstine et intègre, en 1884, le collège technique Michelangelo Buonarroti réservé aux garçons, malgré l'opposition de son père. Elle en sort diplômée deux ans plus tard. Elle y découvre la biologie.
En février 1884, elle poursuit ensuite son cursus secondaire au lycée technique Leonardo da Vinci. La création de cette école faisait partie du plan de politique scolaire de l'Italie post-unification. Maria a fait partie des dix premiers élèves et a obtenu 137/160. En 1890, elle obtient son baccalauréat puis s'inscrit à l'université, en sciences naturelles. Elle trouve très vite sa vocation et souhaite devenir médecin malgré les préjugés et le refus du ministre de l'Éducation nationale de l'époque, Guido Bacelli, à qui elle déclare : « Je sais que je serai médecin. »

### Université
Dès ses premières années d'études, la jeune fille manifeste un intérêt pour les matières scientifiques, en particulier les mathématiques et la biologie, ce qui la met en conflit avec son père, qui aurait souhaité qu'elle entame une carrière d'enseignante ; sa mère, en revanche, ne cessera jamais de la soutenir. Maria Montessori ne peut tout d'abord pas s'inscrire à la faculté de médecine, comme elle en avait la ferme intention, parce qu'elle n'a pas de diplôme d'études secondaires classiques.
En 1892, malgré ces nombreux obstacles, Maria Montessori réussit à intégrer la faculté de médecine de Rome La Sapienza et à décrocher une bourse. Elle donne également des leçons particulières pour avoir un revenu et assumer les frais de sa scolarité. C'est une élève qui excelle. La discorde avec son père s'amplifie. De nombreuses personnes de son entourage la critiquent et se montrent hostiles à son égard. Elle est cependant soutenue par le ministre Baccelli et aussi par le pape Léon XIII, qui déclare : « De toutes les professions, la plus convenable pour une femme est celle de médecin ».
En entrant à la faculté, Maria Montessori doit suivre des règles strictes pour faire partie d'une communauté scientifique composée majoritairement d'hommes car, dans le domaine de la médecine, il existe encore de nombreux préjugés à l'encontre du sexe féminin. De plus, Montessori est obligée de pratiquer l'anatomie principalement la nuit, afin de ne pas créer de scandale car, à l'époque, il n'est pas raisonnable qu'une femme soit aux prises avec le corps nu d'un homme décédé et travaille avec d'autres étudiants masculins.
Les leçons d'hygiène expérimentale d'Angelo Celli, originaire comme elle de la région des Marches, sont particulièrement importantes pour l'engagement futur de Montessori auprès des enfants des bidonvilles de Rome. Il est fermement convaincu que certaines maladies répandues, comme la malaria et la tuberculose, ne sont pas dues à une incapacité de la science médicale, mais qu'elles sont l'expression de la marginalité sociale et ne peuvent donc être éradiquées qu'avec l'engagement de l'État.
En 1896, à 26 ans, Maria Montessori obtient son diplôme de docteur en médecine avec une thèse dans le domaine de la psychiatrie sur l’hallucination antagoniste, pour laquelle elle bénéficie du soutien d'Ezio Sciamanna, directeur de la clinique psychiatrique de l'université de Rome. Elle décroche la note de 105/110. Elle est la troisième femme diplômée de médecine en Italie. Elle obtient également une licence en biologie, philosophie et psychologie. Plus tard, elle se spécialisera en neuropsychiatrie. Maria Montessori se consacre à la recherche en laboratoire avec passion et méthode et l'observation dans les salles d'asile de l'hôpital Santa Maria della Pietà de Monte Mario (Rome). Pendant la préparation de sa thèse, elle assiste aux cours d'anthropologie physique (ou biologique) de Giuseppe Sergi. La thèse qu'elle présente le 10 juillet 1896, est de nature expérimentale : près de cent pages manuscrites portant le titre « Contribution clinique à l'étude des hallucinations à contenu antagoniste » (pp. 33-37).
Outre des cours de bactériologie et de microscopie, elle suit un cours d'ingénierie expérimentale. Elle étudie également la pédiatrie à l'hôpital pour enfants Bambino Gesù, la gynécologie à l'hôpital San Giovanni et les maladies de l'homme à l'hôpital Santo Spirito ; ces établissements de santé sont tous situés à Rome et sont encore en activité aujourd'hui.
Maria Montessori était une étudiante très douée, à tel point qu'elle a obtenu un prix de mille lires (environ quatre mille euros en 2020) de la Fondation Rolli pour ses travaux en pathologie générale. En 1895, elle obtient un poste d'« adjointe en médecine » dans les hôpitaux avec le droit d'entrer dans la Société Lancisienne, réservée aux médecins et professeurs des hôpitaux de Rome. Son cursus est excellent en matière d'hygiène, de psychiatrie et de pédiatrie, matières qui constitueront la base de son avenir.

### Début de carrière en médecine
Entre 1894 et 1896, elle travaille comme assistante dans cette clinique, où elle rencontre plusieurs enfants déficients mentalement. Elle obtient un poste d'assistante à la clinique psychiatrique de l'université de Rome, en collaboration avec Giuseppe Ferruccio Montesano (avec qui elle entretient une relation professionnelle et affective), et se consacre à la réhabilitation des garçons et des filles atteints de troubles mentaux, définis à l'époque comme anormaux. Elle constate avec effarement qu’ils sont mélangés aux adultes et qu’ils n'exercent aucune activité, n'ayant aucun jeu à leur disposition alors que la manipulation lui semble être un élément essentiel au bon développement cognitif. Elle obtient du directeur de l'hôpital la création d'un service séparé qui sera considéré comme l'un des premiers services pédo-psychiatriques d’Italie. Son travail à la clinique l'a mise en contact matériel avec les milieux scientifiques du Royaume-Uni et de la France. C'est ainsi qu'elle s'est intéressée à la littérature scientifique française du début du XIXe siècle sur les cas de garçons sauvages élevés par des animaux et découverts dans des régions isolées au cours du XVIIIe siècle.
Parallèlement, elle découvre les recherches de Jean Itard (1774-1838), médecin français, inventeur de l'otorhinolaryngologie, qui travaille auprès de sourds-muets et notamment ses écrits sur Victor, l'enfant sauvage de l'Aveyron, ainsi que ceux d'Édouard Séguin (1812-1880), pédagogue français auprès d'enfants « idiots », à Bicêtre, auteur de Hygiène et éducation des idiots publié en 1846, qui quitte la France en 1850 et devient médecin aux États-Unis. Ces deux personnalités qui ont influencé Montessori pensent qu'il est possible d'intégrer les garçons et les filles dits anormaux dans la communauté par une éducation appropriée. C'est précisément sa participation à de nombreux congrès pédagogiques dans diverses villes européennes qui lui permet d'entrer en contact avec l'école d'Itard et de Séguin et de connaître leurs méthodes expérimentales de rééducation des personnes manifestant des besoins spéciaux.

### Activisme et transition vers les études pédagogiques
Très vite, elle milite activement pour la défense et la reconnaissance des droits des femmes ainsi que ceux des enfants atteints de déficience mentale.

#### Féminisme
Elle participe à de nombreux autres congrès, comme le congrès international des femmes à Berlin en 1896 en tant que représentante de l'Italie. L'un des discours qu'elle y prononça sur le droit à l'égalité salariale entre les femmes et les hommes est resté célèbre. À cette occasion, les ouvrières de sa ville natale, Chiaravalle, ont collecté une somme pour contribuer aux frais de voyage. Elle participe également au congrès des femmes qui se tient ensuite à Londres en 1899. En 1906, elle écrit dans le journal La Vita un appel invitant les femmes italiennes à s'inscrire sur les listes électorales politiques, aucune loi n'interdisant expressément le suffrage féminin. Elle s'inspire pour cela de son histoire personnelle : aucune loi en Italie n'interdisait de s'inscrire à l'université de médecine et seules les conventions sociales le rendaient impossible ; Montessori est néanmoins devenue médecin. L'appel à l'inscription est relayé par de nombreuses femmes, notamment des institutrices, des infirmières et des sages-femmes, qui s'adressent aux cours d'appel de leur ville. Toutes les décisions sont défavorables, à l'exception de la ville d'Ancône, où dix institutrices obtiennent la carte électorale, créant ainsi un précédent important et anticipant de quarante ans la conquête du droit de vote des femmes. Maria Montessori écrit alors, en s'adressant à la ville : « ... En toi est née la femme, en toi est née la rédemption de la femme ». En avril 1913, de passage à Washington, elle est parmi les fondatrices de l'Union du congrès pour le droit de vote des femmes, avec Alice Paul et Lucy Burns.

#### Droits des personnes présentant de la déficience mentale

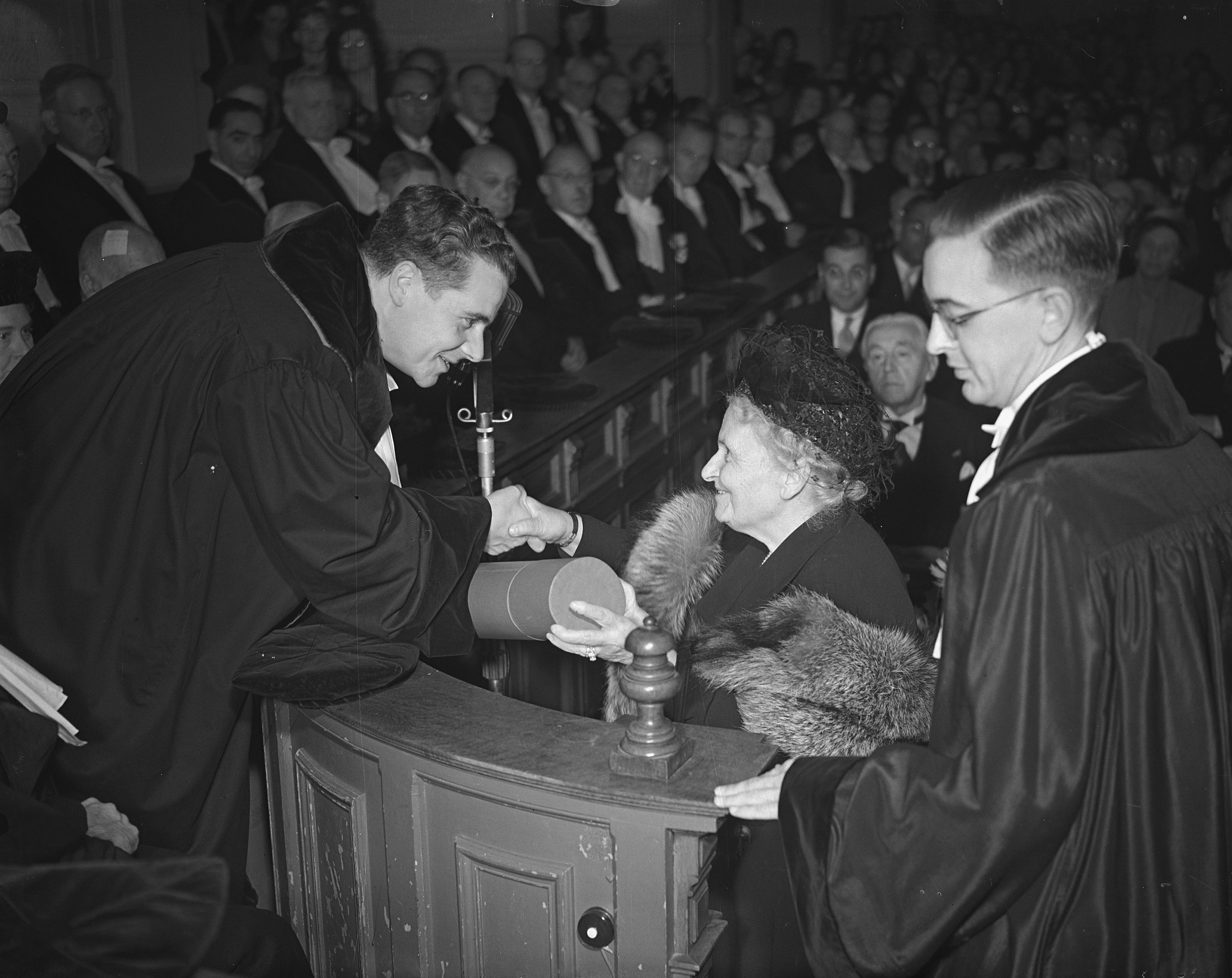
Obtention par Maria Montessori d'un doctorat honoris causa de l'université d'Amsterdam, en 1950.

En 1898, elle intervient au Congrès pédagogique de Turin pour présenter ses travaux sur les enfants dits « débiles » et défendre leurs droits. Elle y présente les résultats de ses premières recherches et, peu de temps après, devient directrice de l'école d'enseignement orthophrénique de Rome. Alors que ses intérêts se déplacent du côté de l'éducation, elle décide de renouveler ses bases culturelles en obtenant un diplôme de philosophie. Ses succès scientifiques, obtenus dans une atmosphère culturelle fortement influencée par le positivisme, lui valent des prix et des bourses, et l'amènent à participer à des recherches sur les enfants retardés, avec son collègue Giuseppe Montesano, avec qui elle entame une relation amoureuse, gardée secrète par sa volonté. De cette relation naît en 1898 un fils, Mario, que Maria, sous la pression de la famille Montesano, accouche en secret et confie à une famille de Vicovaro (petit village du Latium), sous la garde de Vittoria Pasquali, qui lui rend toutefois visite chaque semaine et le fait ensuite inscrire dans un pensionnat. Après la mort de sa propre mère, Maria emmène son fils, âgé de 14 ans, avec elle, en disant qu'il est son neveu (la vérité n'a été révélée que dans son testament),. Par la suite, la relation avec Montesano se termine de façon dramatique ; à partir du moment où Maria Montessori apprend que Montesano va épouser une autre femme, elle commence à ne porter que du noir, en deuil éternel de cet amour qui s'est éteint. Le renoncement à son fils et la fin de sa relation amoureuse marquent sans aucun doute des changements fondamentaux dans la vie de Maria Montessori. C'est à ce moment-là qu'elle commence à retenir l'attention des autorités italiennes. Guido Baccelli, alors ministre de l'Éducation, lui demande de faire des conférences à Rome. Il lui confie ensuite le poste de directrice de l’école orthophrénique (Scuola Magistrale Ortofrenicade) de Rome de 1899 à 1901.

### Études pédagogiques
Pour exercer sa profession au mieux, elle part en France étudier la pédagogie. Elle s'appuie sur les méthodes éducatives pour enfants déficients de Jean Itard et Édouard Séguin, précurseurs d'une nouvelle approche de la maladie mentale, pour créer son propre matériel. Elle ramène de Paris leurs travaux qu'elle traduit et recopie à la main la nuit alors qu'elle travaille le jour avec des enfants déficients auxquels elle apprend à lire, à écrire. Son matériel est un véritable succès car les enfants réussissent davantage les examens de lecture et d’écriture.

### Carrière de pédagogue
De ses recherches, Maria Montessori conclut que l’éducation est plus bénéfique à ces enfants que les seuls soins médicaux. Elle déclare : « J'eu l'intuition que le problème de ces déficients était moins d'ordre médical que pédagogique… ».
En rentrant à Rome, elle retrouve ses activités de médecin-assistant en chirurgie, à l’hôpital de Santo Spirito in Sassia.
Peu de temps après, elle crée sa propre école d'orthophrénie, y forme des enseignants et leur fait prendre conscience de l'importance de l'observation : « Observer et non juger. »
En 1901, elle commence à s'intéresser aux enfants valides. Elle entreprend des études de psychologie et de philosophie.
En 1903, elle est nommée médecin adjoint de deuxième classe dans les rôles de l'état-major de la Croix-Rouge italienne, avec un grade militaire similaire à celui de sous-lieutenant, disponible pour les services des hôpitaux territoriaux de la CRI.
En 1904, elle obtient une chaire d'anthropologie et devient professeur à l’université de Rome. Elle a ainsi l'occasion de travailler sur l'organisation pédagogique des jardins d'enfants. Durant cette année, elle publie aussi son premier ouvrage, intitulé Anthropologie pédagogique.
À partir de 1906, elle crée sa méthode pédagogique pour les très jeunes enfants valides et, en 1907, elle ouvre la première Maison des enfants (Casa dei bambini) dans le quartier populaire de San Lorenzo à Rome, avec la contributions des barons Alice et Leopoldo Franchetti. Le couple rencontre la pédagogue des Marches chez l'écrivain Sibilla Aleramo. Il décide de lui apporter un soutien concret en l'invitant à séjourner à Villa Montesca durant l'été 1909. Sous l'impulsion des Franchetti, Montessori rédige ce qui deviendra plus tard la première édition de sa célèbre Méthode, qu'elle dédie au couple. À la même époque, elle organise le premier cours de formation des enseignants à la méthode Montessori au Palazzo Alberti-Tomassini, siège de l'atelier Tela Umbra à Città di Castello. À la suite de ce cours, la baronne Franchetti inaugure une « Maison des enfants » à la Villa Montesca.
C'est par l'intermédiaire d'Alice Hallgarten Franchetti, Romeyne Robert Ranieri di Sorbello a pu rencontrer Montessori et la gouvernante Felicitas Buchner à la Villa Wolkonsky à Rome en 1909. La méthode Montessori a d'abord été adoptée à la demande de la marquise Romeyne directement sur ses trois fils Gian Antonio, Uguccione et Lodovico Ranieri di Sorbello, et en particulier les deux premiers ont littéralement servi de cobayes pour tester le matériel Montessori expérimenté à la Villa Montesca pendant l'été 1909. La méthode est ensuite appliquée entre l'été et l'automne 1909 à l'enseignement dans les écoles primaires rurales de Pischiello en Ombrie, fondées par la marquise Ranieri di Sorbello elle-même. Le choix de la méthode Montessori par la marquise Romeyne est dicté par la nécessité de compenser les graves conditions de retard culturel des enfants locaux, prédisposés à un âge avancé, entre 6 et 9 ans, à l'alphabétisation abordée dans la première classe.
Pour améliorer la vie du quartier où est citée la première Maison des enfants, un organisme met en chantier la construction de deux immeubles pour accueillir une population défavorisée. Son directeur demande alors à Montessori d'organiser la vie des enfants de ces immeubles pour les empêcher d'errer, de semer le désordre et instaurer une harmonie familiale.

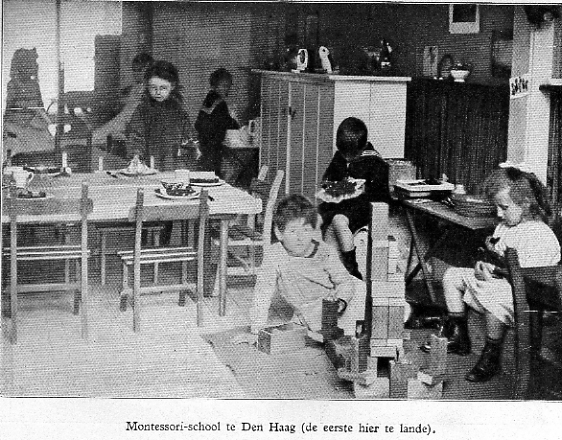
La première école Montessori aux Pays-Bas à La Haye en 1915.

Les parents ont libre accès à l'école. En contrepartie, ils doivent veiller à la propreté et à la bonne tenue des enfants. L'institutrice habite dans l'immeuble pour mieux collaborer avec les parents dans l'éducation des enfants. La Casa dei bambini devient une base de recherche et un laboratoire d'expérimentation où Maria Montessori construit et éprouve sa méthode. Grâce à cette dernière, elle devient mondialement connue. Sa méthode s’appuie essentiellement sur la liberté des élèves, ce qui a révélé des changements de comportement inattendus chez eux. Les enfants les plus timides peuvent s’exprimer davantage.

### Carrière de didacticienne
La pédagogie Montessori repose sur les principes suivants : le libre choix de l’activité, l’autodiscipline, le respect du rythme de chacun et l'apprentissage par l’expérience. « Tout enfant est un roi en marche vers l’aurore » affirme Maria Montessori. L'objectif est de donner une éducation aux enfants pour qu’ils deviennent des adultes responsables, indépendants et capable de s'adapter.

« N’élevons pas nos enfants pour le monde d’aujourd’hui, écrivait le docteur. Ce monde n’existera plus lorsqu’ils seront grands. Et rien ne nous permet de savoir quel monde sera le leur : alors, apprenons-leur à s’adapter. »

— Maria Montessori
En 1909, elle forme ses premiers enseignants afin de leur montrer l’importance de l’observation plutôt que du jugement.
Maria Montessori s’exile une première fois en Espagne, invitée par le gouvernement afin d’élaborer des cours de formation à sa pédagogie. Elle profite de cette occasion pour rédiger des livres en espagnol.
En 1912, Alexander Graham Bell et sa fille l'invitent sur le sol américain et ouvrent la première maison d'enfants aux États-Unis. Par la suite, des écoles ont continué à être ouvertes et l'American Montessori Association a été créée, dirigée par Bell lui-même et Margaret Wilson, fille du président Woodrow Wilson.
À partir de 1913, de nombreuses organisations caritatives lui demandent de créer des maisons d'enfants. Elle multiplie les voyages pour donner des conférences sur ses méthodes d'enseignement et organiser des stages de formation pédagogique. Elle est désormais une pédagogue de renommée internationale.
Fin 1913, elle part aux États-Unis sans son fils, resté à Rome sous la responsabilité de sa fidèle amie Anna Maccheroni, ce qui lui crève le cœur. Elle est accompagnée de son imprésario, Samuel S. McClure, qui se charge de la promotion de sa « Méthode », dont la traduction est un best-seller. Elle y crée un collège pour enseignants et dirige une « semaine pédagogique ». Elle reste aux États-Unis jusqu'en 1918. Lors de son arrivée aux États-Unis, le New York Tribune présente Maria Montessori comme « la femme la plus intéressante d'Europe ». Dès lors, sa méthode a connu un grand intérêt en Amérique du Nord, qui s'est ensuite estompé avec le temps, jusqu'à son retour soutenu par Nancy McCormick Rambusch, fondatrice de l'American Montessori Society en 1960. Le succès de l'expérience romaine a donné naissance au « mouvement Montessori », qui a donné naissance en 1924 à la « Scuola magistrale Montessori » et à l'« Opera Nazionale Montessori », cette dernière étant érigée en organisation à but non lucratif et visant à la connaissance, à la diffusion, à la mise en œuvre et à la protection de la méthode Montessori. Maria Montessori en devient la présidente d'honneur.
De 1921 à 1931, elle participe aux échanges de la Ligue internationale pour l'éducation nouvelle et rencontre d'autres grands pédagogues de ce mouvement, tels que Adolphe Ferrière, John Dewey et Roger Cousinet. En 1927, elle s'adresse à Sigmund Freud qui lui répond : « Recevoir une lettre de vous m'a causé une joie immense. M'étant occupé de tout temps du psychisme de l'enfant, vos efforts si humains et si compréhensifs m'inspirent une grande sympathie ; ma fille, qui est une pédagogue analyste, se range au nombre de vos disciples ».

#### Montessori face au fascisme
Sa position politique a été diversement et instrumentalement interprétée : certains critiques de gauche l'ont jugée de droite en raison des nombreuses écoles publiques ouvertes en son nom et de ses amitiés haut placées. D'autre part, le foyer idéaliste n'a pas apprécié l'importance qu'elle accordait à la recherche scientifique, pas plus que la droite n'a apprécié ses suggestions concrètes visant à garantir l'égalité et à éviter les classes basées sur des jugements élitistes. Dans un premier temps, Maria accepte le soutien de Mussolini, qui souhaite résoudre le problème de l'analphabétisme grâce aux « Maisons d'enfants ».
En 1914, Maria Montessori s'installe en Espagne, où elle reste jusqu'à la fin de la guerre mondiale. Elle retourne en Italie en 1924 et, après avoir adhéré au parti fasciste, gagne les applaudissements du Duce : « Le télégraphe Marconi et la méthode Montessori expriment deux forces, deux génies unis dans l'auguste nom de la Patrie pour réaliser le dessein que la Providence de Dieu a certainement tracé ».
En 1924 également, un cours fut organisé à Milan avec les éloges du régime et la Société des Amis de la Méthode se transforma en une organisation à but non lucratif, prenant le nom d'Opera Nazionale Montessori, avec des bureaux à Naples et à Rome, avec Benito Mussolini lui-même comme président d'honneur. Cependant, les petites écoles, dont il ne voulait pas directement, lui donnaient à la fois du lustre et de la gêne, peut-être parce qu'il n'exerçait pas un contrôle total sur le projet (même Maria Josè de Savoie, qui n'avait guère de sympathie pour le fascisme, y participait). C'est l'époque où l'idéalisme de Croce et de Gentile domine sur le plan culturel : éloignés sur certains aspects, ils prônent tous deux une attaque frontale contre l'éducation scientifique et donc contre l'approche qui caractérise également la méthode Montessori. La même année, le directeur général de l'éducation, Giuseppe Lombardo Radice, qui s'était montré favorable à la méthode Montessori au cours des années précédentes, adresse de vives critiques à Maria : il l'accuse d'avoir volé des idées à Rosa et Carolina Agazzi, affirmant que seules les deux sœurs de Brescia ont mis au point une méthode véritablement « italienne ». Dans le sillage de Lombardo Radice, d'autres critiques ont été formulées. Montessori est qualifiée de « charmeuse habile », de « déguiseuse », de « femme d'affaires ». Maria laisse encore une fois tomber la critique, comme si elle ne la concernait pas, mais à partir de ce moment-là, les relations avec le fascisme commencent à se dégrader.
Malgré cela, le dirigeant fasciste italien Benito Mussolini porte un fort intérêt aux écoles Montessori : le gouvernement fasciste souhaite s'appuyer sur la réforme de l'instruction comme socle du nouveau régime fasciste. De plus, à la suite d'une entrevue en 1924, il prend la décision de confier à Maria Montessori des écoles d’État ainsi que la formation des enseignants. Malgré les accusations d'anti-italianisme, Mussolini lui-même soutient Montessori, estimant que la renommée internationale qu'elle a acquise est une fierté pour l'Italie ; le chef du fascisme est même président d'honneur du cours et donne une subvention de 10 000 lires de son fonds personnel à l'œuvre.
En 1926, Montessori a pu organiser le premier cours de formation national qui préparait les enseignants à suivre sa méthode. Le cours a lieu à Milan et 180 enseignants y participent. Ils venaient principalement des régions les plus proches du lieu du cours (Lombardie et Vénétie) et des Marches, la patrie de Montessori ; d'autres participants venaient de Rome. Le cours dure six mois et est financé par le gouvernement fasciste.
En 1929, grâce notamment aux efforts de Mario Montessori, est fondée l'Association internationale Montessori (AMI), dont le siège est à Rome et qui bénéficie du soutien convaincu, entre autres, de Sigmund Freud, Jean Piaget et Rabindranath Tagore.
Des cours internationaux de formation à la méthode Montessori sont organisés à Rome en 1930 et 1931. Après les cours internationaux et les conférences à l'étranger, notamment celle de Genève sur la paix qui eut un retentissement international, la rupture avec le régime fut définitive. En 1933, La pace e l'educazione est publié, mais Maria Montessori est alors marginalisée par la culture fasciste. En effet, celle-ci se considère cependant « apolitique » et seulement militante de « la cause des enfants », professant par ailleurs des idées pacifistes. Mais l'emprise du régime fasciste sur les 70 établissements Montessori se fait de plus en plus forte (uniforme, salut fasciste, carte du parti, etc.), dévoyant son enseignement.
En Allemagne, à partir de 1934, à la suite de mise en place du régime nazi et de sa prise de contrôle progressive de l’éducation, des jalons sont posés successivement dans le cadre de la fermeture des écoles Montessori, ainsi que d’autres institutions éducatives basées sur des pédagogies alternatives. L'une de ses étapes est la loi sur la jeunesse hitlérienne. Cette loi visait à unifier tous les mouvements de jeunesse sous l'autorité directe nazie. Elle a permis de centraliser et de contrôler la formation idéologique des jeunes, les préparant à servir le régime nazi. Les écoles alternatives comme les écoles Montessori (ou encore Waldorf) qui prônaient des valeurs incompatibles avec l'idéologie nationale-socialiste, ont été attaquées. Le contrôle total sur la jeunesse faisait partie d'une stratégie plus large de mise au pas (Gleichschaltung) de la société allemande et il se devait d'écarter toute incomptabilité. C'est ainsi que le régime nazi sous Hitler ordonna la fermeture de toutes les  écoles Montessori, tant pour les adultes que pour les enfants, à l'exception de deux ou trois classes qui vivaient dans une semi-clandestinité.
En Italie, en 1936, le régime ferme également, sur ordre du ministre Cesare Maria De Vecchi, l'école royale triennale de la méthode Montessori, qui formait des enseignants à Rome depuis 1928.
Refusant toute instrumentalisation, elle et son fils finissent par démissionner de leurs responsabilités. Elle déclare en ce sens : « Au-dessus de la politique, il y a l’enfant, c’est-à-dire l’humanité. » Elle est espionnée, menacée, et quitte le pays pour l'Espagne au printemps 1934 ; les principes montessoriens disparaissent alors immédiatement des écoles.
L'Espagne vit cependant les troubles opposant les partisans du général Franco et des communistes. De retour en Espagne, elle est intimidée devant son domicile par des anarchistes. Elle doit à nouveau fuir. Maria Montessori, qui n'a jamais été propriétaire d'un bien immobilier, se retrouve alors démunie.

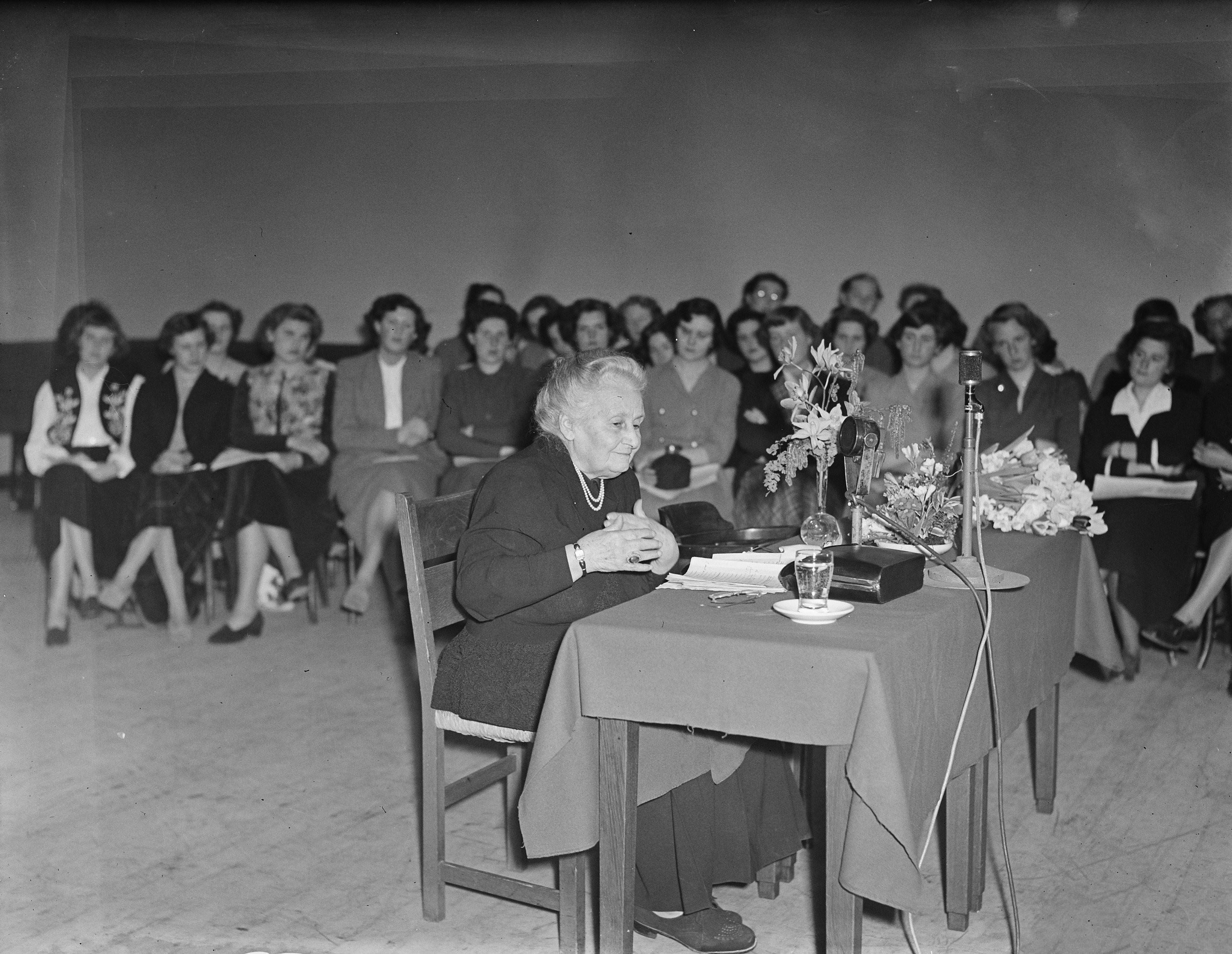
Maria Montessori à Amsterdam le 1er mars 1950.

L’une de ses élèves, Ada Pierson, avec laquelle elle se liera d'amitié et qui deviendra la seconde épouse de son fils Mario, l’invite à la rejoindre aux Pays-Bas. Maria Montessori s'y installe alors et crée l’association Montessori Publications.
L'intérêt pour Montessori existait en Inde depuis 1913, lorsqu'un étudiant indien a participé au premier cours international à Rome, et des étudiants sont revenus en Inde dans les années 1920 et 1930 pour créer des écoles et promouvoir l'éducation Montessori. La Montessori Society of India a été créée en 1926 et Il Metodo a été traduit en gujarati et en hindi en 1927. En 1929, le poète indien Rabindranath Tagore avait fondé de nombreuses écoles « Tagore-Montessori » en Inde et l'intérêt de l'Inde pour l'éducation Montessori était fortement représentée au Congrès international de 1929. Montessori elle-même est personnellement associée à la Société théosophique depuis 1899, date à laquelle elle devient membre de la section européenne de la Société - bien que son adhésion se termine par la suite. Le mouvement théosophique, motivé pour éduquer les pauvres de l'Inde, est attiré par l'éducation Montessori comme une solution.
En 1939, elle est invitée en Inde britannique, à Madras par la Société théosophique pour y donner une formation. Elle a alors 69 ans. Quand la Seconde Guerre mondiale éclate, elle est surprise et assignée, avec son fils, à résidence en tant que ressortissante italienne et citoyenne d'un pays ennemi, à Kodaikanal, en Inde. Avec l'aide de son fils Mario, elle peut effectuer deux autres formations, et utilise ce temps pour continuer à développer la méthode pour les 6-12 ans. C'est à ce moment que le terme « éducation cosmique » a été introduit pour décrire une approche destinée aux enfants de cette sixaine. Il met l'accent sur l'interdépendance de tous les éléments du monde naturel. Les enfants travaillent directement avec les plantes et les animaux dans leur environnement naturel, et les Montessori développent des leçons, des illustrations, des tableaux et des modèles à utiliser avec des enfants d'âge élémentaire ainsi que du matériel pour la botanique, la zoologie et la géographie. Entre 1942 et 1944, ces éléments ont été incorporés dans un cours avancé adapté. Ce travail a donné lieu à deux livres : Education for a New World et To Educate the Human Potential,. En 1944, les Montessori obtiennent une certaine liberté de mouvement et se rendent au Sri Lanka. En 1945, Montessori assiste à la première Conférence Montessori indienne à Jaipur.

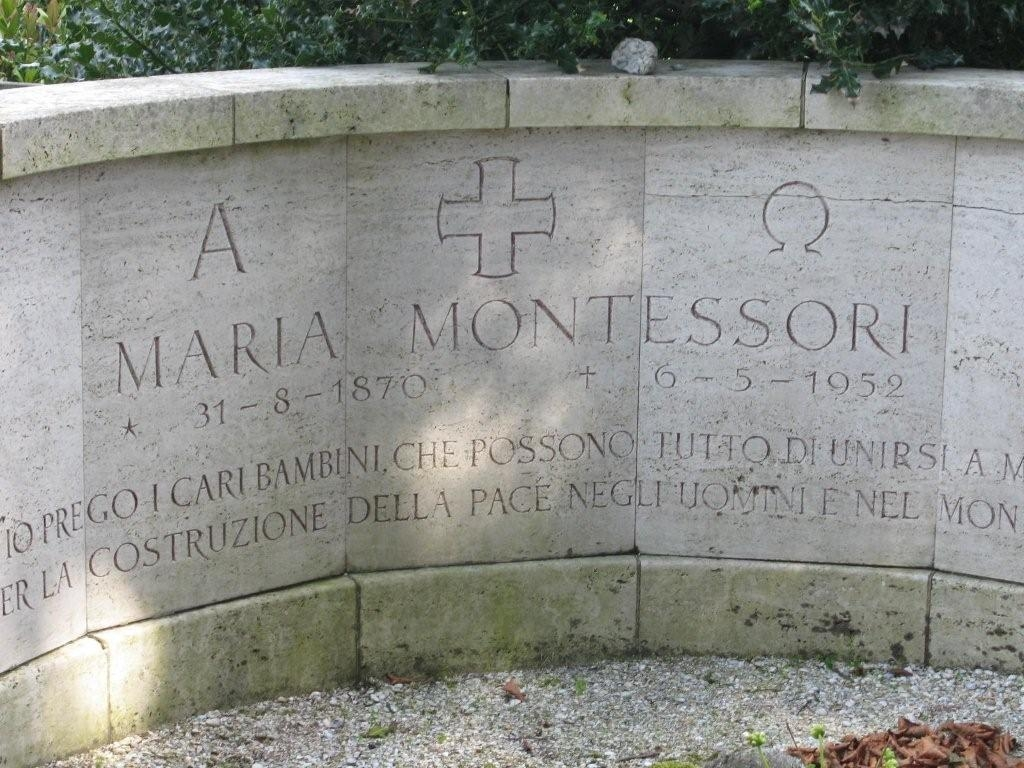
Tombe de Maria Montessori à Noordwijk aan Zee aux Pays-Bas.

En 1946, la guerre terminée, elle est de retour sur le « Vieux Continent » avec sa famille. Elle est accueillie partout avec les honneurs. Elle découvre avec stupeur, lors d'un voyage à Londres, accompagnée de son ancienne élève et traductrice anglaise Margaret Homfray, les dégâts causés par la guerre. À l'âge de 76 ans, Montessori retourne à Amsterdam et passe les six années suivantes à voyager en Europe et en Inde. Elle donne un cours de formation à Londres en 1946 et y ouvre en 1947 un institut de formation, le Centre Montessori. Après quelques années, ce centre devient indépendant de Montessori et continue sous le nom de St. Nicholas Training Centre. Toujours en 1947, elle retourne en Italie pour rétablir l'Opera Nazionale Montessori et donne deux autres cours de formation. L'Opera se voit confier pratiquement les mêmes tâches que dans le statut de 1924, dont la mise en œuvre et le développement sont également favorisés par la revue Vita dell'infanzia, dont Maria a inspiré et déterminé la naissance en 1952. Plus tard dans l'année, elle retourne en Inde et donne des cours à Adyar et Ahmedabad. Ces cours ont donné lieu à la première édition anglaise du livre The Absorbent Mind (« L'esprit absorbant »), basé sur les notes prises par les étudiants pendant les cours. Montessori y décrit le développement de l'enfant à partir de la naissance et présente son concept des quatre plans de développement. En 1948, son livre Méthode de pédagogie scientifique appliquée à l'éducation des enfants dans les foyers pour enfants est à nouveau révisé et publié en anglais sous le titre The Discovery of the Child (« La Découverte de l'enfant »).
En 1949, elle donne un cours à Karachi, au Pakistan, et l'Association Montessori du Pakistan est fondée,. La même année, Montessori retourne en Europe et participe au 8e Congrès international Montessori à Sanremo, en Italie, où une salle de classe modèle est présentée. La même année, le premier cours de formation pour les enfants de la naissance à trois ans, appelé Scuola Assistenti all'infanzia (« Ecole Montessori pour les assistants de l'enfance »), est créé.

### Fin de vie et décès
Puis, elle rentre en Italie qui la réhabilite, mais elle préfère s'installer aux Pays-Bas, à Noordwijk aan Zee, où elle meurt d'une hémorragie cérébrale le 6 mai 1952 à l'âge de 81 ans, peu avant un voyage prévu en Afrique,. L'inscription suivante a été écrite sur sa tombe : « Je prie les chers enfants, qui peuvent tout faire, de se joindre à moi pour construire la paix dans les hommes et dans le monde ».
Il existe une bibliographie Montessori très complète et articulée, mais certains ouvrages biographiques classiques sur l'érudite n'ont pas encore été traduits.

## Famille et descendance
En 1898, Maria Montessori a un fils nommé Mario avec Giuseppe Ferrucio Montesano, son professeur de psychiatrie durant ses années de médecine. Mario est un enfant né hors mariage. La grossesse de Maria est tenue secrète. Elle accouche à l'étranger et confie son fils à une famille de paysans de la région romaine. Elle lui rend visite une fois par semaine. Elle finit par le récupérer 15 ans plus tard, à la mort de sa propre mère, puis part avec lui aux États-Unis.
À 18 ans, Mario rencontre Helen A., avec laquelle il se marie. Ils partent vivre en Espagne, où ils ont quatre enfants, deux filles et deux garçons : Marilena E.A.P. Montesano Montessori (1919-2009 - 89 ans), Mario Montessori junior (1921-1993 - 71 ans), lando Montessori (1925-1988 - 63 ans) et Renilde Montessori (1929-2012 - 83 ans). Le couple finit par divorcer. Mario obtient la garde des enfants. Il épouse ensuite une Néerlandaise, Ada Piersen, mais il ne quitte plus sa mère et la suit dans ses nombreux voyages.
Très impliqué dans le développement de l'Association Montessori internationale, déjà du vivant de sa mère, il en est nommé directeur à la mort de celle-ci, et continue son œuvre jusqu'en 1982, année où il meurt à l'âge de 83 ans.
Sa fille Renilde Montessori est à l'origine de la branche nord-américaine de l'Association Montessori internationale. Elle est l'autrice d'Éducation sans frontières.

## Philosophie de l'éducation et pédagogie

### Premières influences
La théorie et la philosophie de l'éducation de Montessori ont d'abord été fortement influencées par les travaux de Jean Itard, Édouard Séguin, Friedrich Fröbel et Johann Heinrich Pestalozzi, qui mettaient tous l'accent sur l'exploration sensorielle et le matériel de manipulation. Les premiers travaux de Montessori avec des enfants ayant des difficultés d'apprentissage, à l'école orthophrénique en 1900-1901, utilisaient les méthodes d'Itard et de Séguin, formant les enfants à des activités physiques telles que la marche et l'utilisation d'une cuillère, formant leurs sens en les exposant à des vues, des odeurs et des expériences tactiles, et introduisant des lettres sous forme tactile.

### Approche scientifique de la pédagogie
Montessori considérait son travail à l'école orthophrénique et ses études psychologiques et travaux de recherche ultérieurs dans les écoles élémentaires comme de la « pédagogie scientifique », un concept courant dans l'étude de l'éducation à l'époque. Elle préconisait non seulement d'observer et de mesurer les élèves, mais aussi de développer de nouvelles méthodes pour les transformer. « L'éducation scientifique est donc celle qui, tout en étant basée sur la science, modifie et améliore l'individu ». De plus, l'éducation elle-même doit être transformée par la science : « Les nouvelles méthodes, si elles étaient appliquées selon des principes scientifiques, devraient changer complètement l'école et ses méthodes, devraient donner naissance à une nouvelle forme d'éducation ».

### La Casa dei Bambini

#### Fondation
En 1906, l'Istituto Romano Beni Stabili, dirigé par Edoardo Talamo, décide de construire 58 nouveaux immeubles dans le quartier de San Lorenzo à Rome, en faisant appel à des ouvriers peu qualifiés. Pour résoudre le problème des enfants des ouvriers, Talamo se tourne vers Maria Montessori et fonde en 1907 la première « maison des enfants », destinée non plus aux enfants handicapés mais aux enfants des habitants du quartier de San Lorenzo à Rome. Il s'agit d'une maison spéciale, « non pas construite pour les enfants, mais une maison d'enfants ». Elle est organisée de manière que les enfants se sentent vraiment chez eux. La même année, Edoardo Talamo fonde une deuxième maison d'enfants à San Lorenzo.
C'est en travaillant avec des enfants non handicapés à la Casa dei Bambini en 1907 que Montessori a commencé à développer sa propre pédagogie. Les éléments essentiels de sa théorie éducative sont nés de ce travail, décrits dans La méthode Montessori en 1912 et dans La découverte de l'enfant en 1948. Sa méthode était fondée sur l'observation d'enfants libres d'agir dans un environnement préparé pour répondre à leurs besoins. Montessori est parvenue à la conclusion que l'activité spontanée des enfants dans cet environnement révélait un programme interne de développement et que le rôle approprié de l'éducateur était d'éliminer les obstacles à ce développement naturel et de lui donner l'occasion de se poursuivre et de s'épanouir.
Afin de compléter la conception des services au sein du premier quartier populaire de la Società Umanitaria, Via Solari à Milan, l'Umanitaria inaugure le 18 octobre 1908, en présence de Montessori elle-même, la première Maison des Enfants de la ville, initiant ainsi une expérience unique dans l'histoire des services milanais dédiés à l'enfance. L'accord avec Montessori et l'application de sa méthode se poursuivront, en 1909, avec l'inauguration d'une deuxième Maison des Enfants qui sera ouverte dans le deuxième quartier ouvrier de l'Umanitaria, Viale Lombardia. Les Maisons des Enfants connaissent également un succès en dehors de l'Italie : la première nation à tester leur efficacité est la Suisse.

#### Organisation spatiale
Tout l'intérieur de la maison est conçu et proportionné en fonction des possibilités de l'enfant. Dans cet environnement, l'enfant interagit activement avec le matériel proposé, faisant preuve de concentration, de créativité et de volonté. L'enfant trouve un environnement dans lequel il peut s'exprimer de manière originale et apprend en même temps les aspects fondamentaux de la vie en communauté. La participation des parents aux soins de santé et d'hygiène est essentielle en tant que condition préalable à l'école. La tâche de l'enseignant est l'organisation de l'environnement. Il doit attendre que les enfants se concentrent sur un certain matériel, puis se consacrer à l'observation des comportements individuels. L'enseignant aide l'enfant, dont le développement doit se faire selon des rythmes naturels et selon la personnalité qu'il manifeste.
La salle d'école est équipée d'un mobilier à la taille des enfants, d'activités de « vie pratique » telles que balayer et laver les tables, et d'un matériel pédagogique que Montessori a elle-même mis au point. Les enfants ont la liberté de choisir et de réaliser leurs propres activités, à leur propre rythme et selon leurs propres inclinations. Dans ces conditions, Montessori a fait un certain nombre d'observations qui ont servi de base à son travail. Tout d'abord, elle observe une grande concentration chez les enfants et la répétition spontanée des activités choisies. Elle a également observé une forte tendance chez les enfants à ordonner leur propre environnement, à redresser les tables et les étagères et à ranger le matériel. Au fur et à mesure que les enfants choisissaient certaines activités plutôt que d'autres, Montessori affinait le matériel qu'elle leur proposait. Au fil du temps, les enfants ont commencé à faire preuve de ce qu'elle a appelé la « discipline spontanée ».

### L'évolution et la pédagogie Montessori aujourd'hui
Montessori a continué à développer sa pédagogie et son modèle de développement humain en élargissant son travail et en l'étendant aux enfants plus âgés. Elle considérait que le comportement humain était guidé par des caractéristiques universelles et innées de la psychologie humaine, que son fils et collaborateur Mario M. Montessori a identifiées comme des « tendances humaines » en 1957. En outre, elle a observé quatre périodes distinctes, ou « plans », dans le développement humain, allant de la naissance à six ans, de six à douze ans, de douze à dix-huit ans et de dix-huit à vingt-quatre ans. Elle voyait dans chacun de ces plans des caractéristiques, des modes d'apprentissage et des impératifs de développement différents, et préconisait des approches éducatives spécifiques à chaque période. Tout au long de sa vie, Montessori a développé des méthodes et du matériel pédagogiques pour les deux premiers plans, de la naissance à l'âge de douze ans, et a écrit et donné des conférences sur les troisième et quatrième plans. Maria a créé plus de 4 000 classes Montessori dans le monde entier et ses livres ont été traduits dans de nombreuses langues pour la formation de nouveaux éducateurs. Ses méthodes sont appliquées dans des centaines d'écoles publiques et privées aux États-Unis.

### Réflexions pédagogiques

#### Son approche: une méthode
L'une des nombreuses réalisations de Montessori est la méthode Montessori. Il s'agit d'une méthode d'éducation pour les jeunes enfants qui met l'accent sur le développement de l'initiative et des capacités naturelles de l'enfant, notamment par le biais du jeu pratique. Cette méthode permet aux enfants de se développer à leur propre rythme et offre aux éducateurs une nouvelle compréhension du développement de l'enfant. Le livre de Montessori, La méthode Montessori, présente la méthode en détail. Les éducateurs qui ont suivi ce modèle ont mis en place des environnements spéciaux pour répondre aux besoins des élèves de trois groupes d'âge correspondant à leur développement : 2-2,5 ans, 2,5-6 ans et 6-12 ans. Les élèves apprennent par le biais d'activités qui impliquent l'exploration, la manipulation, l'ordre, la répétition, l'abstraction et la communication. Les enseignants encouragent les enfants des deux premiers groupes d'âge à utiliser leurs sens pour explorer et manipuler les matériaux de leur environnement immédiat. Les enfants de la dernière tranche d'âge traitent des concepts abstraits en s'appuyant sur leurs capacités de raisonnement, d'imagination et de créativité nouvellement développées.

#### De l'éducation des enfants souffrant de troubles mentaux à l'éducation de tous les enfants
La méthode Montessori part de l'étude des enfants souffrant de troubles mentaux pour s'étendre à l'étude de l'éducation de tous les enfants. Montessori elle-même affirmait que la méthode appliquée aux personnes « phrénasthéniques » avait des effets stimulants, même lorsqu'elle était appliquée à l'éducation d'enfants non handicapés. Sa pensée identifie « l'enfant comme un être à part entière, capable de développer des énergies créatrices et de posséder des dispositions morales », que l'adulte a désormais comprimées en lui, les rendant inactives. Le principe fondamental doit être la « liberté de l'élève », car seule la liberté favorise la créativité de l'enfant déjà présente dans sa nature. De la liberté doit naître la discipline.

#### De la liberté à la volonté et à la discipline
Pour Maria Montessori, la discipline découle du « travail libre » ; elle n'apparaît que lorsqu'un intérêt véritable se manifeste chez l'enfant, c'est-à-dire lorsqu'il « choisit » le travail selon son instinct, ce qui peut provoquer un état de recueillement absolu. C'est à l'enseignant de travailler à maintenir cet état par l'éducation au mouvement. Selon Maria Montessori, c'est précisément le mouvement qui joue un rôle central, car la personnalité se forme au fur et à mesure que les facultés psychiques et motrices se développent de concert. C'est en apprenant à se mouvoir en fonction d'un but lié à l'activité psychique que l'enfant pourra diriger sa volonté ; ce n'est qu'à cette condition qu'il sera discipliné. C'est pourquoi le travail dans les « Maisons d'enfants » est basé sur le mouvement ; en entrant dans un environnement construit à sa mesure, avec des matériaux conçus pour un usage autonome par Montessori elle-même, l'enfant peut choisir sa propre activité, en suivant son instinct, en éveillant son intérêt et sa concentration. Un enfant concentré n'est pas encore un enfant discipliné, car un enfant discipliné est capable de diriger sa volonté vers la réalisation d'une fin. La volonté est renforcée et développée par des exercices méthodiques. L'enseignant aidera l'enfant dans ce processus par des activités méthodiques appelées « leçons de silence », au cours desquelles il fera l'expérience d'une immobilité parfaite, d'une attention à la perception du son de son propre nom, d'une attention à l'écoute de la voix de l'enfant et d'une attention à l'écoute de sa propre voix.
Ce n'est que lorsque l'enfant est capable de diriger sa volonté vers une fin qu'il pourra obéir et donc être discipliné. L'adulte, dit Montessori, lorsqu'il exige de l'enfant discipline et obéissance, ne tient presque jamais compte de la volonté de l'enfant ; il lui propose un modèle à imiter : « fais comme moi ! », ou un ordre direct : « ne bouge pas ! », « tais-toi ! ». La question se pose : « comment l'enfant peut-il choisir d'obéir s'il n'a pas encore développé sa volonté ? La réponse se trouve dans ce nœud théorique démêlé par Montessori : de la liberté à la discipline.
Un individu discipliné est capable de s'autoréguler lorsqu'il est nécessaire de suivre des règles de vie. La période infantile est une période d'énorme créativité, c'est une phase de la vie dans laquelle l'esprit de l'enfant absorbe les caractéristiques de son environnement et les fait siennes, grandissant à travers elles, naturellement et spontanément, sans avoir à faire d'effort cognitif. Avec Maria Montessori, de nombreuses règles d'éducation établies au début du siècle ont changé. Les enfants « subnormaux » étaient traités avec respect et des activités éducatives étaient organisées à leur intention. Les enfants devaient apprendre à prendre soin d'eux-mêmes et étaient encouragés à prendre des décisions autonomes.

#### La méthode Montessori et la psychologie scientifique
Maria Montessori a développé toute sa pensée pédagogique sur la base d'une critique constructive de la psychologie scientifique, un courant de pensée qui s'était imposé dans les premières années du siècle. L'incompréhension fondamentale de la psychologie scientifique réside dans l'illusion de base qu'une « observation pure et simple » et des « mesures scientifiques » suffisent à créer une école nouvelle, renouvelée et efficace. La pensée pédagogique de Montessori part de la « pédagogie scientifique ». En effet, l'introduction de la science dans le domaine de l'éducation est la première étape fondamentale pour pouvoir construire une observation objective de l'objet. L'objet d'observation n'est pas l'enfant lui-même, mais la découverte de l'enfant dans sa spontanéité et son authenticité. Enfin, de l'école enfantine traditionnelle, Maria Montessori critique le fait que, dans celle-ci, tout l'environnement est conçu pour l'adulte. Dans un tel environnement, l'enfant n'est pas à l'aise et n'est donc pas en mesure d'agir spontanément.

#### Nébuleuses, périodes sensorielles et rôle de l'environnement
Maria Montessori définit l'enfant comme un « embryon spirituel » dans lequel le développement des fonctions mentales supérieures est associé au développement biologique, pour souligner qu'à la naissance, rien n'est déjà préformé chez l'enfant, mais qu'il existe des « nébuleuses » (nous dirions aujourd'hui des potentialités qui expriment des besoins anthropologiques et évolutifs spécifiques de l'enfant, que l'environnement doit satisfaire), qui ont le pouvoir de se développer spontanément, mais seulement aux dépens de l'environnement, seulement en assimilant de l'environnement extérieur les éléments nécessaires à la construction des fonctions mentales supérieures. Dans le développement de l'activité nerveuse supérieure, il existe des périodes sensorielles, appelées nébuleuses, qui sont des périodes spécifiques au cours desquelles se développent des capacités particulières. Maria Montessori définit l'« esprit absorbant » comme cette tendance de l'enfant, dans les premières années de sa vie, à absorber inconsciemment les données de son environnement, soulignant la spécificité des processus mentaux infantiles par rapport à ceux de l'adulte. C'est pourquoi l'embryon humain doit naître avant de s'achever et ne peut se développer qu'après la naissance, car son potentiel doit être stimulé par l'environnement.
Ces nébuleuses, à la lumière de la neuropédagogie anthropo-évolutive, peuvent être définies comme des potentialités et des cartes bio-neurales ou, plus généralement, comme des « potentialités plastiques du cerveau » et expriment des besoins spécifiques à l'espèce à satisfaire. Pour un résultat plus efficace, cela doit se faire pendant ce que Montessori appelle les périodes « sensorielles », par exemple la période de développement de la motricité fine qui, dès l'âge de 3-4 ans, permet déjà de saisir correctement l'instrument d'écriture, grâce à l'affinement de l'opposition index-pouce, et aussi de ramasser des miettes de pain.

#### L'éducation cosmique

##### Définition
L'« éducation cosmique » selon Maria Montessori est un projet éducatif destiné aux enfants de 6 à 12 ans. Elle vise à leur faire comprendre l'ordre global et interconnecté du monde, où tous les êtres vivants et inanimés sont liés de manière écologique pour former un tout unifié. Chaque élément de l'univers a un rôle spécifique à jouer dans cette organisation cosmique, contribuant à un ensemble harmonieux.

##### Caractéristiques
L'enseignement de l'éducation cosmique est caractéristique des écoles Montessori. Le concept d'éducation cosmique repose sur l'idée du plan cosmique, c'est-à-dire sur le fait que toute forme de vie repose sur des mouvements intentionnels qui n'ont pas seulement un but en eux-mêmes, et que chaque chose est reliée aux autres et a sa place dans l'univers. Le plan cosmique conduit à l'idée de la tâche cosmique, c'est-à-dire la coopération de tous les êtres animés et inanimés. Dans ce cadre, Maria Montessori identifie comme but de la vie humaine la « construction de quelque chose qui dépasse la nature » : la surnature. Par son travail, « qui concerne à la fois la main et l'intelligence », l'homme met en œuvre un processus créatif par lequel il domine la matière, conquiert l'environnement et transforme la nature. Ses découvertes et ses conquêtes profitent à l'ensemble de l'humanité dans l'espace et dans le temps et l'éducation a pour tâche de rendre visible le principe harmonieux et unificateur qui imprègne tout l'univers et de révéler cette interconnexion, afin qu'à travers l'analyse et la réflexion se manifeste un sentiment de gratitude, car « l'homme doit encore prendre conscience de la responsabilité beaucoup plus grande qu'il a d'accomplir une tâche cosmique, de devoir travailler avec d'autres pour son environnement, pour l'univers tout entier ».
L'éducation cosmique englobe les concepts d'éducation écologique, d'éducation à la paix et d'éducation au monde, mais elle ne s'arrête pas à la somme de ces concepts, car son objectif principal est de guider l'enfant vers l'amour de la vie, de lui faire sentir qu'il fait partie de l'univers et de lui permettre de trouver sa raison d'être dans le monde. Dans les écoles Montessori, les idées de l'éducation cosmique influencent profondément l'enseignement de toutes les matières, et pas seulement l'histoire, la géographie et les sciences, comme on le pense parfois.
La pierre angulaire de l'éducation cosmique chez Montessori est la référence continue de l'expérience personnelle à l'expérience universelle, du concret à l'abstrait, de l'analyse à la synthèse. En ce qui concerne la synthèse, Montessori dit que la connaissance du monde immense est l'impératif auquel l'enfant doit répondre face au plan cosmique. En effet, la célèbre pédagogue écrit également « ...donnons [à l'enfance] la vision de tout l'univers ». Puis, à propos de l'analyse, elle dit qu'il faut « donner à l'enfant une idée de toutes les sciences, non pas avec des détails et des précisions, mais seulement avec une impression : il s'agit de semer les sciences, dans cet âge où il y a une sorte de période sensorielle de l'imagination ».
Les devises de l'éducation cosmique sont donc : « Donnons le monde à l'enfant », d'où découle la « vision synthétique du monde » ; « Semons les graines de toutes les sciences », d'où découle la « vision analytique du monde ». En ce qui concerne « l'ensemencement de toutes les sciences », les mots de Maria Montessori sont issus de Maria Montessori, Comment éduquer le potentiel humain :
« Donner de façon complète la culture moderne est devenu une chose impossible : d'où la nécessité d'une méthode spéciale par laquelle tous les facteurs de la culture peuvent être présentés à un enfant ; non pas dans un programme qui lui est imposé, avec une exactitude de détail, mais en répandant le plus grand nombre possible de germes d'intérêt. L'esprit ne les recevra qu'à peine, mais ils pourront germer plus tard, au fur et à mesure que la volonté se précisera, et il pourra ainsi devenir un individu adapté à notre époque en pleine expansion ».

##### Origine du concept
La naissance du concept d'éducation cosmique Montessori remonte à 1942, lorsque, en raison de la guerre, Maria Montessori et son fils Mario ont été confinés dans les collines indiennes, à Kodaikanal, pour enseigner à des enfants âgés de deux à douze ans. On pense que les idées de Montessori sur l'éducation cosmique dans ces années-là ont été en quelque sorte inspirées par la culture indienne et la figure de George Arundale (en), président de la Société théosophique.
Les paroles mêmes de Maria Montessori éclairent le concept d'éducation cosmique :
« ...les explications de caractère cosmique ont, en outre, l'avantage de capter l'attention des écoliers les moins préparés qui, tout en fuyant les détails, s'intéressent vivement aux relations entre les phénomènes, à la corrélation entre les êtres vivants et, en particulier, aux phénomènes qui sont en fonction du bien d'autrui. Chacun a une fonction dans la vie qu'il ignore et qui est en relation avec le bien d'autrui. Le but de l'individu n'est pas de vivre mieux, mais de développer certaines circonstances utiles aux autres. La grande loi qui régit la vie dans le cosmos est celle de la collaboration entre tous les êtres. Approfondir l'étude de cette loi, c'est travailler au triomphe de l'unité entre les différents peuples, et donc au triomphe de la civilisation humaine ».

#### L'éducation musicale
La pensée pacifiste de Maria Montessori et l'élaboration du « plan cosmique », qui sont au cœur de sa philosophie éducative, sont constituées par des principes qui sous-tendent en même temps une éducation dont la musique est un élément essentiel, à savoir : les principes de liberté, d'autonomie, de collaboration, de participation, de respect et de solidarité.
Du point de vue de la pédagogie Montessori, « la musique aide et renforce la capacité de concentration, et ajoute un nouvel élément à la conquête par l'enfant de l'ordre intérieur et de l'équilibre psychique » ; l'éducation musicale a donc une fonction indispensable dans la vie de tout être humain et en particulier dans le développement de l'enfant. En affirmant cela, Montessori souligne les effets positifs que l'écoute et la pratique de la musique ont sur l'enfant, tant sur le plan psychologique que cognitif et neurologique, en favorisant le développement de l'oreille et en augmentant les capacités d'attention et de concentration. En outre, la musique étant étroitement liée au mouvement, son application garantit une amélioration des capacités rythmiques et de coordination dans la production de sons par le corps, tels que : le claquement des doigts, le battement des mains, le trépignement des pieds, toutes actions qui caractérisent la « percussion corporelle ».
Maria Montessori, afin de donner aux apprenants une éducation musicale complète, a décidé d'introduire dans les foyers des enfants du matériel très spécifique, qui est encore utilisé aujourd'hui pour des exercices pratiques et sensoriels, pour les éduquer à l'écoute et à l'apprentissage de l'« écriture » musicale. Parmi ces instruments, on peut citer :
- Les boîtes à bruit : deux boîtes contenant chacune six cylindres en bois. La première boîte contient des cylindres rouges qui, lorsqu'on les agite, produisent des bruits différents ; la seconde contient des cylindres bleus qui, lorsqu'on les agite, produisent des bruits identiques. Ces objets ont pour but de percevoir et de reconnaître les bruits, mais aussi d'entraîner la main, le poignet et le bras à l'utilisation d'instruments de musique.
- Les cloches : série de cloches de couleurs différentes, dont les sons vont du plus grave au plus aigu. L'objectif est d'éduquer l'ouïe par la capacité à percevoir la hauteur du son et à associer les sons aux bonnes notes.
- Instruments rythmiques : tambours, maracas, cymbales, baguettes, etc. L'objectif est de classer et de reconnaître les différents instruments par l'ouïe et la vue.
- La voix et le chant : ils sont le plus couramment utilisés dans les écoles, notamment pour le développement du langage parlé[83].

C'est grâce au chant et à ces instruments que, selon la pédagogue, un coin musical doit être organisé dans l'environnement éducatif, c'est-à-dire un lieu où les enfants expérimentent et explorent ces objets sonores, en entrant en contact avec le monde de la musique. L'éducation musicale selon la méthode Montessori enrichit l'enfant en développant chez lui des capacités intellectuelles, psychomotrices et surtout créatives, en réussissant à l'éduquer non seulement à l'indépendance, à l'autonomie et à la liberté d'action, mais aussi à la comparaison et à l'interaction avec ses pairs. En outre, elle améliore l'apprentissage par l'écoute, la dextérité manuelle avec les instruments de musique et les compétences linguistiques à l'aide de comptines et de chansons. En conclusion, pour Maria Montessori, l'éducation musicale constitue un élément fondamental de la formation globale de l'enfant.

#### Lutter contre l'analphabétisme dans le monde
Dans ses propos sur l'analphabétisme dans le monde, Maria Montessori affirme l'importance absolue de s'attaquer à ce problème : parler sans savoir lire et écrire revient en effet à être complètement coupé de toute relation humaine ordinaire en se retrouvant dans une condition de déficience linguistique qui exclut les relations sociales et fait ainsi de l'analphabète un « extra-social ».
« La personne qui parle, en dispersant des sons articulés dans l'atmosphère, ne suffit pas. Il faut que la parole devienne permanente, qu'elle se solidifie sur des objets, qu'elle soit reproduite par des machines, qu'elle circule dans les médias, qu'elle recueille les pensées d'hommes éloignés, et qu'elle puisse ainsi s'éterniser pour fixer les idées dans la succession des générations [...]. C'est pourquoi, faute de langage écrit, l'homme reste en dehors de la société ».
À la parole se couple donc une autre compétence, qui complète le langage naturel en y ajoutant une autre forme d'expression : l'écriture. Montessori affirme que le pouvoir de l'alphabet, l'acquis le plus important pour toute l'humanité, n'est pas seulement de faire comprendre les mots écrits dans leur sens, mais de donner de nouveaux caractères à la langue en la doublant. La maîtrise de l'alphabet enrichit l'homme, étend ses capacités naturelles d'expression, les pérennise, les transmet dans le temps et dans l'espace, et lui permet de s'adresser à l'humanité et aux nouvelles générations.
Partant de son expérience avec les enfants, Montessori indique les principes pratiques pour construire une méthode, adaptée et convenant à des conditions différentes, pour apprendre aux adultes à lire et à écrire également.
La première étape fondamentale de la méthode Montessori, tant avec les adultes qu'avec les enfants, consiste à reconnaître et à découvrir les sons de leur langue et à les associer au signe alphabétique correspondant. Ainsi, le support visuel est également un stimulus qui aide à analyser les sons des mots. L'écriture ne fait que répéter quelques signes graphiques dans des combinaisons différentes et c'est précisément cette prise de conscience, donnée par la découverte et l'expérimentation des infinies possibilités de communication que l'on peut réaliser avec les quelques lettres de l'alphabet, qui suscitera un intérêt qui sera le ressort fondamental de l'apprentissage de l'écriture. Des exercices, des outils et des techniques, conçus et raisonnés par étapes séquentielles d'apprentissage, sont donc proposés dans le cadre d'une relation pédagogique qui privilégie l'expérience et l'autonomie de l'élève.
« ...la langue est présente dans chaque homme. Les analphabètes la possèdent, la portent en eux. Il faut donc l'éveiller, en faire prendre conscience à ceux qui la possèdent, leur indiquer que c'est dans leur esprit qu'ils doivent y recourir. C'est une tentative pour sortir de l'inertie l'intelligence stagnante : et c'est nécessaire parce qu'il faut aller de l'avant : aller à la conquête effective du monde imprimé, où l'on peut recueillir les pensées et les avertissements d'autres hommes ».

## Association Montessori internationale (AMI)
En 1929, Maria Montessori fonde l'Association Montessori internationale dans le but de préserver, de propager et de promouvoir les principes pédagogiques et les pratiques qu'elle a formulés pour le plein développement de l'être humain. L'AMI va naître d’une lettre de Maria Montessori lors du congrès de 1929 sur l'éducation nouvelle. C'est à cette occasion que Maria Montessori prend conscience de l’importance de sa pédagogie et de la nécessité de coordonner la diffusion de ses idées, de sauvegarder sa méthode, sa pédagogie et sa pensée au nom de l'Enfant.
La maison mère de l'AMI est basée au 161, Koninginneweg à Amsterdam, Pays-Bas. Le bâtiment qui abrite le secrétariat de l'AMI a été acheté par Maria Montessori et son fils juste avant leur retour d'Inde. Ils ont vécu et travaillé dans cette maison jusqu'à leurs décès respectifs, en 1952 et 1982.
Actuellement, celle-ci accueille un musée contenant des documents, des ouvrages, des articles ainsi qu’une pièce disposant du matériel Montessori.

## Écoles Montessori dans le monde
Il existe 22 000 écoles Montessori dans le monde, tous niveaux confondus, crèches, écoles primaires, collèges et lycées :

### Italie
Il existe environ 150 écoles Montessori (une pour 440 000 habitants), dont 68 % sont des crèches (appelées maisons d'enfants), 19 % des écoles primaires et 13 % des jardins d'enfants. Dans chaque région, il y a des crèches, des écoles maternelles et des écoles primaires, sauf dans le Molise et le Val d'Aoste ; dans les Abruzzes, il n'y a qu'une seule crèche et une seule maison d'enfants. Les régions les mieux desservies sont l'Ombrie et les Marches qui, seules en Italie, ont un ratio d'écoles Montessori par habitant inférieur à un pour 100 000 habitants ; le fait que Maria Montessori était originaire de Chiaravalle a certainement joué un rôle dans ces régions.
En Italie, la présence de collèges Montessori est encore limitée par rapport au reste du monde, mais à partir de 2021, à la suite d'un décret du ministère de l'Éducation, leur nombre augmente rapidement. Le 25 septembre 2024, la Chambre des députés donne son approbation finale à une loi introduisant les collèges Montessori dans le système scolaire italien. Avant l'adoption de la loi, des écoles secondaires orientées vers le modèle Montessori étaient présentes dans les régions suivantes, :
- Basilicate : Potenza ;
- Émilie-Romagne : Bologne ;
- Friuli Venezia Giulia : Udine ;
- Lazio : Rome, Grottaferrata (RM) ;
- Lombardie : Milan[91], Cinisello Balsamo (MI), Cornaredo (MI), Castellanza (VA)[92], Cardano al Campo (VA), Côme, Bergame, Sorisole (BG), Urgnano (BG), Rovato (BS), Brescia ;
- Marches : Castelfidardo (AN)[93], Chiaravalle (AN), Osimo (AN), Senigallia (AN), Porto San Giorgio (FM), Macerata, Civitanova Marche (MC) ;
- Piémont : Orbassano (Turin) ;
- Sardaigne : Sassari ;
- Trentin-Haut-Adige : Bolzano, Bressanone (BZ), Merano (BZ) ;
- Ombrie : Pérouse.

Les lycées Montessori n'existent qu'à Rome et Pérouse.

### Autres pays européens
- Allemagne : 1 140 écoles Montessori, dont 249 primaires et 60 secondaires[96];
- Royaume-Uni : 800 écoles Montessori[96];
- Irlande : 375 écoles Montessori[96];
- Pays-Bas : 220 écoles Montessori, dont 163 primaires et 22 secondaires[96];
- Suède : 163 écoles Montessori[96];
- France : 52 écoles Montessori[96];
- Roumanie : 21 écoles Montessori, dont 13 jardins d'enfants, 5 centres éducatifs, 3 écoles ;
- Suisse : 19 écoles Montessori, dont 3 collèges ;
- Ukraine : 5 écoles Montessori ;
- Malte : 1 école Montessori.

### Amériques
- États-Unis : environ 4 500 écoles Montessori[97];
- Canada : 63 écoles Montessori[98] ;
- Argentine : 31 écoles Montessori[99].

### En Asie
- Inde : environ 200 écoles Montessori[100] ;
- Japon : 150 écoles Montessori.

### En Océanie
- Nouvelle-Zélande : 65 écoles Montessori.

Il existe également des écoles Montessori en Australie, au Brésil, à Brunei, au Chili, en Chine, au Costa Rica, en Équateur, en Égypte, à Fidji, aux Philippines, en Malaisie, au Mexique, au Nigéria, au Pakistan, en Afrique du Sud, en Tanzanie et au Vietnam,.
L'épicentre de la diffusion mondiale de l'oeuvre de Montessori est la ville où elle est née : Chiaravalle. On y trouve un musée et une bibliothèque Montessori. La maison abrite également un centre d'études qui organise des conférences consacrées au travail et à la pensée de l'éducatrice et auxquelles participent des chercheurs des différents pays où l'éducation Montessori est répandue.

## Postérité

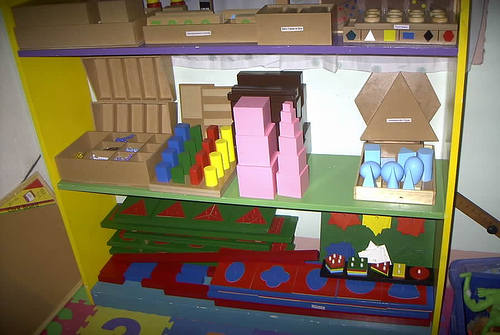
Matériel Montessori.

Aujourd'hui, il y a près de 400 écoles Montessori en France et plus de 20 000 écoles sur tous les continents,. Il existe un seul lycée Montessori en France, à Bailly dans les Yvelines, structure privée hors contrat.
Plusieurs études ont montré l'intérêt de cette approche pour les enfants victimes de conflits armés ou les enfants autistes (combiné avec une approche cognitive comme TEACCH ou ABA).
Le  concept clé de Maria Montessori est l'idée de l'éducation non pas comme une transmission de savoirs, mais comme l'accompagnement du développement naturel de l'enfant, via un environnement préparé, adapté aux caractéristiques et aux besoins de son âge. Sa méthode a vocation à être une pédagogie scientifique, basée sur la connaissance et le respect des lois qui gouvernent le développement psychologique des enfants. Cette pédagogie est une méthode d'éducation dite « ouverte » qui repose sur :
- l'observation de l'enfant ;
- l'enfant comme une personne non seulement digne d'intérêt mais surtout comme l'avenir de la société ;
- l'importance de l'éducation et de l'instruction avant l'âge de six ans.

« L'intellect de l'enfant ne travaille pas seul, mais, partout et toujours, en liaison intime avec son corps, et plus particulièrement avec son système nerveux et musculaire. »

— Maria Montessori
Pour elle, le corps a une importance dans le développement intellectuel de l'enfant, ce qui peut être bénéfique notamment pour les enfants qui ont une mémoire kinesthésique.

## Distinctions et hommages
- Chevalier de la Légion d'honneur
- Officier de l'ordre d'Orange-Nassau

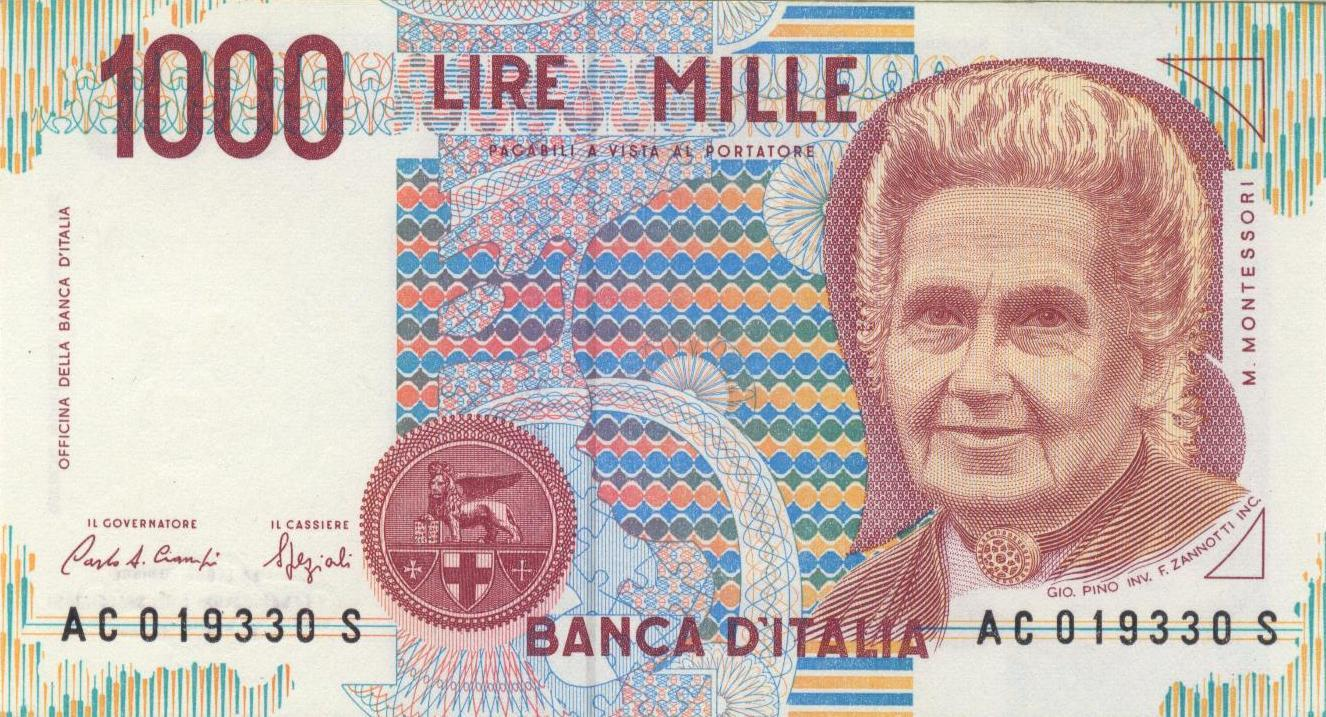
Billet italien de mille lires avec Maria Montessori.

En 1949, elle est décorée de la Légion d'honneur à la Sorbonne (Paris).
En 1950, Montessori a également été décorée officier de l'ordre néerlandais d'Orange-Nassau. La même année, elle a reçu un doctorat honorifique de l'université d'Amsterdam.
Elle est nommée pour le prix Nobel de la paix à trois reprises, en 1949, en 1950 et 1951 mais ne l'obtient pas.
En 1970, à l'occasion du centenaire de sa naissance, la poste indienne lui consacre un timbre qui témoigne également du lien particulier entre Marie et le grand pays asiatique. La même année, le Pakistan a également émis un timbre en son honneur. En Italie, à l'occasion du centenaire de Maria Montessori, un timbre-poste a été émis, sur lequel elle est représentée sur fond de jardin où jouent des enfants. Maria Montessori et les écoles Montessori figurent également sur des timbres des Pays-Bas, des Maldives et du Sri Lanka.
En 1985, sur la planète Vénus, un cratère de 42 km de diamètre est dédié à Maria Montessori.
À partir de 1990, Maria Montessori est représentée sur le billet de 1 000 lires italiennes  et ce jusqu'à l'adoption de l'euro. Elle a été la première et la seule femme italienne à se voir consacrer un billet de banque. La photo dont s'est inspiré le graveur a été prise par le photographe bergamasque Sandro Da Re. Sur la photo, Maria Montessori regarde vers la droite, tandis que sur le billet, elle regarde vers la gauche. Le graveur a en effet représenté l'image telle qu'il la voyait, ce qui a entraîné l'impression du filigrane à l'envers.
Un avion McDonnell Douglas MD-11 de KLM (immatriculé PH-KCB) porte son nom ; il a été retiré du service en novembre 2014,.
En 2000, le Sri Lanka a émis un timbre-poste à son effigie, sur lequel figure une citation de son oeuvre : « L'enfant est l'homme qu'il deviendra ».
En 2007, pour marquer le centenaire de l'ouverture de la première maison d'enfants, une conférence internationale a été organisée à Rome (Conférence du Centenaire). Toujours en Italie et la même année, la poste italienne a émis un timbre commémoratif, avec un portrait de l'éducatrice au premier plan et des images comparatives d'écoliers Montessori de 1907 et 2007, afin de souligner l'étonnante pertinence de la méthode Montessori. L'anniversaire de 2007 a également été célébré au Royaume-Uni par une conférence nationale (UK centenary conference), qui s'est tenue à Londres sur deux jours différents.
En 2015, la municipalité de Milan décide d'inscrire son nom au Panthéon de Milan, à l'intérieur du cimetière monumental.
En 2020, Time a désigné Montessori comme l'une des 100 meilleures femmes de l'année, dans le cadre de son prix de la personne de l'année. En outre, une pièce commémorative de 2 euros sera frappée pour le 150e anniversaire de sa naissance.

## Publications

### 1896-1909
- (it) Sul significato dei cristalli del Leyden nell'asma bronchiale, in Bollettino della Società Lancisana degli Ospedali di Roma, anno XVI, fascicolo I, 1896.
- (it) Ricerche batteriologiche sul liquido cefalo rachidiano dei dementi paralitici, in Rivista quindicinale di Psicologia, Psichiatria, Neuropatologia, fascicolo 15, 1º dicembre 1897, pp. 1–13.
- (it) Sulle cosiddette allucinazioni antagonistiche, in Policlinico, anno IV, volume IV, fascicolo 2, febbraio 1897, pp. 68–71 e fascicolo 3, marzo 1897, pp. 113–124.
- (it) Intervento al Congresso di Torino, in Atti del Primo Congresso Pedagogico Nazionale Italiano, Torino 8-15 settembre 1898, a cura di G. C. Molineri e G. C Alesio, Stabilimento Tipografico diretto da F. Cadorna, Torino 1899, pp. 122–123.
- (it) Miserie sociali e nuovi ritrovati della scienza, in Il Risveglio Educativo, anno XV, n. 17, 10 dicembre 1898, pp. 130–132 e n. 18, 17 dicembre 1898, pp. 147–148.
- (it) La questione femminile e il Congresso di Londra, in L'Italia Femminile, anno I, n. 38, 1º ottobre 1899, pp. 298–299 e n. 39, 8 ottobre 1899, pp. 306–307.
- (it) Riassunto delle lezioni di didattica, Roma, Laboratorio Litografico Romano, 1900.
- (it) Norme per una classificazione dei deficienti in rapporto ai metodi speciali di educazione, in Atti del Comitato Ordinatore del II Congresso Pedagogico Italiano 1899-1901, Napoli, Trani, 1902, pp. 144–167.
- (it) L'Antropologia pedagogica, Antonio Vallardi, Milano 1903.
- (it) La teoria lombrosiana e l'educazione morale, in Rivista d'Italia, anno VI, volume II, 1903, pp. 326–331.
- (it) Sui caratteri antropometrici in relazione alle gerarchie intellettuali dei fanciulli nelle scuole, in Archivio per l'Antropologia e l'Etnologia, volume XXXIV, fascicolo 2, 1904, pp. 243–300.
- (it) Influenze delle condizioni di famiglia sul livello intellettuale degli scolari, in Rivista di filosofia e scienze affini, anno VI, volume II, n. 3-4, settembre-ottobre 1904, pp. 234–284.
- (it) Caratteri fisici delle giovani donne del Lazio in Atti della Società Romana di Antropologia, Società Romana di Antropologia, Roma 1905, volume XII, fascicolo I, pp. 3–83.
- (it) L'importanza dell'etnologia regionale nell'antropologia pedagogica, in Ricerche di Psichiatria e Nevrologia, Antropologia e Filosofia, Vallardi, Milano 1907, pp. 603–619.
- (it) La Casa dei Bambini dell'Istituto Romano dei Beni Stabili (conferenza tenuta il 7 aprile 1907), Bodoni, Roma 1907.
- (it) La morale sessuale nell'educazione, in Atti del I Congresso Nazionale delle donne italiane, Roma 24-30 aprile 1908, Stabilimento Tipografico della Società Editrice Laziale, Roma 1912, pp. 272–281.
- (it) Come si insegna a leggere e a scrivere nelle Case dei Bambini di Roma, in I Diritti della Scuola, anno IX, n. 34, 31 maggio 1908.
- (it) Corso di Pedagogia Scientifica, Città di Castello, Società Tipografica Editrice, 1909.
- (it) Il Metodo della Pedagogia Scientifica applicato all'educazione infantile nelle Case dei Bambini, Città di Castello, Casa Editrice S. Lapi, 1909.

### 1910-1952
- (it) Antropologia Pedagogica, Milano, Vallardi, senza data (vers 1910).
- (it) Il Metodo della Pedagogia Scientifica applicato all'educazione infantile nelle Case dei Bambini, II edizione ampliata, Loescher & C., Rome, 1913.
- (it) L'autoeducazione nelle scuole elementari, E. Loescher & C. - P. Maglione e Strini, Rome, 1916.
- (it) Manuale di pedagogia scientifica, Alberto Morano Editore, Napoli 1921 (I edizione inglese intitolata Dr. Montessori's Own Handbook, 1914).
- (it) I bambini viventi nella Chiesa, Alberto Morano Editore, Napoli 1922.
- (it) Il Metodo della Pedagogia Scientifica applicato all'educazione infantile nelle Case dei Bambini, III edizione ampliata, Maglione & Strini, Roma 1926.
- (it) La vita in Cristo, Stabilimento Tipolitografico V. Ferri, Roma 1931.
- (it) Psico Geométria, Araluce, Barcellona 1934.
- (it) Psico Aritmética, Barcellona, Araluce, 1934 (I edizione italiana con il titolo Psicoaritmetica, Garzanti 1971).
- (en) Psycho-Geometrica, Association Montessori internationale, Amsterdam, 1935
- (en) Psycho-Grammar, Association Montessori internationale, Amsterdam, 1935
- (fr) L'Enfant, Desclée de Brouwer, Paris, 1935
- (it) Il Metodo della Pedagogia Scientifica applicato all'educazione infantile nelle Case dei Bambini, III edizione ampliata, Maglione & Strini, poi Loescher, Roma 1935.
- (fr) Les étapes de l'éducation, Desclée de Brouwer, Paris, 1936.
- (it) Il bambino in famiglia, Todi, Tipografia Tuderte, 1936 (I edizione tedesca con il titolo "Das Kind in der Familie", 1923).
- (it) Il segreto dell'infanzia, Bellinzona, Istituto Editoriale Ticinese S. Anno, 1938 (I edizione originale francese con il titolo "L'Enfant", 1936).
- (fr) Le manuel pratique de la méthode Montessori, 1939, traduction Charlotte Poussin, Desclée de Brouwer, Paris, 2016.
- (fr) L'enfant est l'avenir de l'homme, 1946, traduction Annie Pellerin, Desclée de Brouwer, Paris, 2017.
- (fr) La messe vécue pour les enfants, Desclée de Brouwer, Paris, 1949.
- (it) La Santa Messa spiegata ai bambini, Garzanti, Milan, 1949 (I edizione inglese con il titolo "Mass Explained to Children", 1932).
- (it) Educazione e pace, Garzanti, Milan, 1949.
- (it) Dall'infanzia all'adolescenza, Garzanti, Milan, 1949 (I edizione francese con il titolo "De l'enfant à l'adolescent", 1948).
- (it) Formazione dell'uomo, Garzanti, Milano 1949.
- (it) La Santa Messa spiegata ai bambini, Garzanti, Milano 1949 (I edizione inglese con il titolo "Mass Explained to Children", 1932).
- (it) La scoperta del bambino, Garzanti, Milano 1950 (I edizione inglese con il titolo "The discovery of child", 1948).
- (it) La mente del bambino. Mente assorbente, Garzanti, Milano 1952 (I edizione originale inglese con il titolo "The absorbent mind", 1949).
- (fr) De l'enfant à l'adolescent, Desclée de Brouwer, Paris, 1958.
- (fr) Pédagogie scientifique, Desclée de Brouwer, Paris, 1958.
- (it) Educazione per un mondo nuovo, Garzanti, Milano 1970 (I edizione inglese con il titolo "Education for a new world", 1947).
- (it) Come educare il potenziale umano, Milano, Garzanti, 1970 (I edizione inglese con il titolo "To educate the human potential", 1947).
- (it) Psycho-Arithmetica, Garzanti, Milan, 1971.
- (en) Education and Peace, Kalakshetra, Madras, 1972.
- (en) The Secret of Childhood, Orient Longman, Bombay, 1986.
- (en) The Formation of Man, Kalakshetra, Madras, 1991.
- (en) To Educate the Human Potential, Kalakshetra, Madras, 1991.
- (fr) L'Éducation et la paix, Éditions Charles Léopold Mayer, 2002  (ISBN 2-22003-822-X).
- (fr) L'esprit absorbant de l'enfant, Desclée de Brouwer, Paris, 2003.
- (fr) L'enfant dans la famille, 1923, Traduction de Maria Grazzini, Desclée de Brouwer, Paris, 2016.
- (en) Education For a New World, Aakar Books, 2019.
- (fr) L´enfant et le mal, Salvator, Paris, 2020.

À noter que depuis le 1er janvier 2023, les œuvres de Maria Montessori sont tombés dans le domaine public en Italie, conformément à la loi sur le droit d'auteur, qui stipule que les droits de propriété expirent 70 ans après la mort de l'auteur.

## Filmographie
- Maria Montessori : Une vie au service des enfants, téléfilm italien de Gianluca Maria Tavarelli, avec Paola Cortellesi dans le rôle-titre (2007)[125].
- Le maître est l'enfant, film français d'Alexandre Mourot, sorti en salles en France le 27 septembre 2017[126].
- La Nouvelle Femme, film franco-italien de Léa Todorov, sorti en 2023, avec Jasmine Trinca dans le rôle de Maria Montessori[127].

## Radio
Maria Montessori, l'Insubordonnée de l’Éducation, podcast (5 épisodes), par Johanna Bedeau sur France Culture, 18 au 22 août 2025.

### Radio
- « Maria Montessori (1870-1952) - Le mystère de l’enfant » [audio], sur France Culture
- « La Pédagogie Montessori aujourd'hui », sur franceculture.fr, 2014